# Aleksander Patejdl
Aleksander Patejdl (ur. 13 października 1887 w Żurawnie, zm. 1940 w ZSRR) – major dyplomowany piechoty Wojska Polskiego, doktor filozofii.

## Życiorys
Urodził się 13 października 1887 w Żurawnie jako syn Wacława. W 1908 ukończył VIII klasę i zdał egzamin dojrzałości w C. K. Gimnazjum w Stryju. W Stryju należał do Drużyn Bartoszowych.
Podczas I wojny światowej w rezerwie piechoty C. K. Armii został mianowany chorążym z dniem 1 sierpnia 1916. Do 1918 był przydzielony do pułku piechoty nr 80.
Po odzyskaniu przez Polskę niepodległości został przyjęty do Wojska Polskiego. W 1921 pełnił służbę w Wojskowym Instytucie Naukowo-Wydawniczym, a jego oddziałem macierzystym był 40 pułk piechoty. 3 maja 1922 został zweryfikowany w stopniu majora ze starszeństwem z dniem 1 czerwca 1919 i 344. lokatą w korpusie oficerów piechoty, a jego oddziałem macierzystym był nadal 40 pułk piechoty. W 1923 pełnił służbę w Oddziale V Sztabu Generalnego, pozostając oficerem nadetatowym 21 pułku piechoty w Warszawie. 1 lipca 1924 został przydzielony z Oddziału V SG do macierzystego pułku. 1 listopada 1924 został przydzielony do Wyższej Szkoły Wojennej w Warszawie, w charakterze słuchacza Kursu Normalnego 1924–1926. 11 października 1926, po ukończeniu kursu i otrzymaniu dyplomu naukowego oficera Sztabu Generalnego, został przydzielony do Dowództwa Okręgu Korpusu Nr I w Warszawie.
Następnie był dowódcą I batalionu 3 pułku Strzelców Podhalańskich w Bielsku. W listopadzie 1928 został przeniesiony do kadry oficerów piechoty z równoczesnym przeniesieniem służbowym do 21 Dywizji Piechoty Górskiej w Bielsku na stanowisko szefa sztabu. W czerwcu 1930 został przydzielony do Oddziału IV Sztabu Głównego na stanowisko delegata Sztabu Głównego przy Dyrekcji Okręgowej Kolei Państwowych w Stanisławowie. Z dniem 31 października 1933 został przeniesiony w stan spoczynku.
W maju 1921 uzyskał stopień naukowy doktora filozofii na Uniwersytecie Jana Kazimierza we Lwowie. Został profesorem i pracownikiem naukowym tej uczelni. W 1939 był pracownikiem Okręgowej Ubezpieczalni Społecznej we Lwowie.
Po wybuchu II wojny światowej w 1939 w stopniu majora był oficerem Sztabu Generalnego Wojska Polskiego. W czasie okupacji sowieckiej pod koniec 1939 został aresztowany przez Sowietów. Został zamordowany przez NKWD w 1940. Jego nazwisko znalazło się na tzw. Ukraińskiej Liście Katyńskiej opublikowanej w 1994 (został wymieniony na liście wywózkowej 55/4-38 oznaczony numerem 2233). Ofiary tej części zbrodni katyńskiej zostały pochowane na otwartym w 2012 Polskim Cmentarzu Wojennym w Kijowie-Bykowni.
Był żonaty z Heleną, miał synów Bogdana (ur. ok. 1923) i młodszego (ur. ok. 1933), którzy zostali przez Sowietów zesłani w głąb ZSRR w okolice Semipałatyńska. Tam na początku 1940 syn Bogdan został zasztyletowany podczas napadu rabunkowego.

## Publikacje
- Pisownia Polska. Przepisy – interpunkcja – słownik. Wskazówki praktyczne (1936[25], 1966[26])
- Gramatyka polska dla młodzieży szkolnej (1937, 1938, 1939[27], 1963[28][26])
- Wademekum ortograficzne czyli pisownia polska (1938[20], 1941[26])
- Psychologia pracownika oraz stosunek pracownika instytucji ubezpieczeń społecznych do ubezpieczonego pracodawcy i przełożonych (1938)[29]

## Ordery i odznaczenia
- Krzyż Walecznych (przed 1929)[30]
- Złoty Krzyż Zasługi (1938)[31]
- Medal Międzysojuszniczy „Médaille Interalliée” (przed 1929)[30]